# Apex Legends
Apex Legends — компьютерная игра в жанре многопользовательского геройского шутера от первого лица и королевской битвы, разработанная американской студией Respawn Entertainment и выпущенная компанией Electronic Arts для платформ Windows, PlayStation 4 и Xbox One 4 февраля 2019 года. Действие Apex Legends происходит в той же вселенной, что и действие игр Titanfall и Titanfall 2; игра заимствует некоторые элементы игровой механики из Titanfall 2.

## Игровой процесс
Apex Legends — это многопользовательская онлайн-игра в жанре «королевская битва», которая сталкивает на одной карте до 60 игроков, действующих группами по три человека — всего до двадцати команд. Помимо основного режима, присутствуют также режимы «Командный бой», «Гонка вооружений» и «Контроль» (захват 3 точек).
В отличие от других «королевских битв», где все игроки в начале сражения управляют одинаковыми персонажами, Apex Legends перед началом каждого матча предлагает выбрать одного из героев со своими уникальными способностями.Также, они поделены на 5 классов начиная с 16 сезона «Разгул»: «Штурм», «Столкновение», «Разведка», «Контроль» и «Поддержка» каждый из которых имеет определённые дополнительные способности. Игра использует необычную для жанра королевской битвы систему «пинга» — сигналов, которые можно подать товарищам в группе, чтобы привлечь их внимание.
В каждом матче обычно участвуют двадцать команд по три игрока. Игроки могут присоединяться в отряд к друзьям или случайным образом подобраны к другим игрокам. Перед матчем каждый игрок может выбрать одного из игровых персонажей, имеющих определённые способности, такие как тактические, пассивные и ультимативные.
Затем все команды размещаются на десантном корабле, который летит над игровой картой. Один игрок в каждом отряде является выпускающим, выбирая, когда отряд должен прыгнуть из десантного корабля и где приземлиться. Однако игроки вправе отклониться от пути отряда и высадиться в одиночку. Одно из главных отличий игры от других представительниц жанра — отсутствие соло-режима. Только двадцать команд по три человека в каждой или тридцать команд по два человека.
Оказавшись на земле, отряд может собирать оружие, броню и другое снаряжение, разбросанное по зданиям, в ящиках или в небесных грузах, при этом следя за другими отрядами. Apex Legends включает в себя невербальную коммуникационную «систему отметок», которая позволяет игрокам использовать свой игровой контроллер, чтобы сообщить своему отряду определённые направления, расположение оружия, врагов и предлагаемые стратегии, но помимо этого игроки могут общаться между собой используя голосовой чат.
Хотя игра предлагает варианты движения, аналогичные другим шутерам, она включает в себя некоторые особенности игрового процесса из предыдущих игр Titanfall, такие как возможность лазать по коротким стенам, скользить по наклонным поверхностям и использовать тросы, а также вышки которые позволяют легендам взмыть в небо на некоторое время для быстрого перемещения по местности.
Со временем безопасная зона игры будет уменьшаться в размерах вокруг случайно выбранной точки на карте; игроки за пределами безопасной зоны получают урон и могут умереть, если не достигнут безопасной зоны вовремя используя тепловые щиты которые спасают от действия «зоны». Это также ограничивает отряды меньшими пространствами для ускорения схваток. Последний отряд с оставшимися в живых членами получает звание «чемпионов» этого матча.
Игроки награждаются в зависимости от расположения их отряда очками опыта. Игроки, попавшие в нокаут в ходе игры, могут быть реанимированы своими товарищами по команде. Если игрок был полностью убит, его все ещё можно воскресить, если член его команды заберет баннер возрождения, который появляется в том месте, где его союзник умер и принесёт его к маяку возрождения. Также он может вызвать «Мобильный маяк» для возрождения союзника. Баннеры, однако, должны быть собраны в течение определённого времени, прежде чем истечет срок его действия и игрок исчезнет из игры. Однако класс поддержки может создать их в репликаторе.

## Разработка
Игра разрабатывалась в обстановке секретности и была выпущена внезапно, без какой-либо предварительной маркетинговой кампании. Такое решение со стороны издателя Electronic Arts было необычным — в предыдущие годы эта компания перед выходом каждой очередной игры проводила агрессивную и крайне дорогостоящую рекламную кампанию, стремясь заинтересовать как можно больше потенциальных покупателей.
По словам исполнительного продюсера Apex Legends Дрю Маккоя, на решение отступить от этого подхода повлияли скандалы вокруг Electronic Arts, поглотившей Respawn Entertainment в 2017 году, и предыдущих игр этого издателя: объявление о том, что вместо ожидаемого продолжения Titanfall студия будет делать очередную «бесплатную игру с лутбоксами» скорее отпугнуло бы потенциальных игроков, чем привлекло бы их к проекту. В то же время, выпустив уже законченную игру, Respawn и Electronic Arts давали игрокам возможность сразу познакомиться с Apex Legends и составить о ней впечатление. Помимо Fortnite: Battle Royale как очевидного образца для подражания, разработчики также воспользовались опытом таких игр, как Destiny, Tom Clancy’s Rainbow Six Siege и Overwatch. В первый день после выхода Apex Legends в неё сыграло 2,5 миллиона человек по всему миру, и одновременное количество игроков в онлайне достигало 600 тысяч.
Apex Legends распространяется по модели free-to-play, используя систему длящихся по три месяца «сезонов» и «боевых пропусков». Хотя собственно игра является бесплатной, игрокам предлагается приобретать «боевые пропуски», дающие доступ к косметическим предметам для персонажей и оружия, а также лутбоксы со случайными предметами — предметы, которые можно добыть таким образом, являются косметическими и влияют только на внешний вид персонажей, но не делают игру более лёгкой.

## Восприятие
| Сводный рейтинг    | Сводный рейтинг                                            |
| Агрегатор          | Оценка                                                     |
| ------------------ | ---------------------------------------------------------- |
| GameRankings       | 86,83 %                                                    |
| Metacritic         | PC: 88/100 PS4: 89/100 XONE: 88/100 NS: 54/100 IOS: 79/100 |
| Иноязычные издания |                                                            |
| Издание            | Оценка                                                     |
| Destructoid        | 8,5/10                                                     |
| Game Informer      | 9,25/10                                                    |
| GameSpot           | PC: 9/10 IOS: 7/10                                         |
| GamesRadar+        | PC/PS4:                                                    |
| IGN                | PC: 9/10 IOS: 8/10                                         |
| Jeuxvideo.com      | 17/20                                                      |
| PC Gamer (US)      | 93/100                                                     |
| The Guardian       | [ 24 ]                                                     |

Apex Legends получила «преимущественно положительные» отзывы для большинства платформ согласно агрегатору обзоров Metacritic; версия для Nintendo Switch получила «смешанные» отзывы. Некоторые издания, в том числе Destructoid, Game Informer, GamesRadar+ и PC Gamer назвали игру одной из лучших в жанре королевская битва на данный момент и достойным соперником доминирующей в жанре Fortnite: Battle Royale.
Критики высоко оценили сражения в Apex Legends. Destructoid назвали перестрелки лучшими, что они когда-либо видели в королевской битве; однако они были разочарованы отсутствием некоторых механик из предыдущих игр серии Titanfall. С другой стороны, Джави Гуолтни из Game Informer заявил, что отсутствие Титанов и других элементов из предыдущих игр Respawn не было проблемой, и нашел процесс боя удовлетворительным, а процесс перестрелок мощным. Он добавил, что введение героев может сделать сражения более захватывающими, чем в других играх жанра «королевская битва».
После всплеска заинтересованности игроков в феврале 2019 года наблюдалось падение заинтересованности публики, обусловленное медленным развитием игры. Первый боевой пропуск критиковался игроками за отсутствие ценных наград и добавление всего одного нового героя. Разработчики ответили на критику и пообещали добавлять больше контента в будущем. По состоянию на апрель 2019 года численность зрителей на Twitch в 2 раза уступает Fortnite: Battle Royale.

### Награды
| Год  | Награда                         | Категория                                          | Результат | Прим.         |
| ---- | ------------------------------- | -------------------------------------------------- | --------- | ------------- |
| 2019 | Japan Game Awards               | Приз за высокое качество                           | Победа    | [ 27 ]        |
| 2019 | Golden Joystick Awards          | Лучший мультиплеер                                 | Победа    | [ 28 ] [ 29 ] |
| 2019 | Golden Joystick Awards          | Игра года                                          | Номинация | [ 28 ] [ 29 ] |
| 2019 | The Game Awards                 | Лучшая поддерживаемая игра                         | Номинация | [ 30 ] [ 31 ] |
| 2019 | The Game Awards                 | Лучшая поддержка сообщества                        | Номинация | [ 30 ] [ 31 ] |
| 2019 | The Game Awards                 | Лучшая экшн-игра                                   | Номинация | [ 30 ] [ 31 ] |
| 2019 | The Game Awards                 | Лучшая многопользовательская игра                  | Победа    | [ 30 ] [ 31 ] |
| 2020 | Visual Effects Society Awards   | Выдающийся анимационный персонаж в рекламе (Мираж) | Номинация | [ 32 ]        |
| 2020 | D.I.C.E. Awards                 | Онлайновая игра года                               | Победа    | [ 33 ] [ 34 ] |
| 2020 | NAVGTR Awards                   | Дизайн костюмов                                    | Номинация | [ 35 ]        |
| 2020 | NAVGTR Awards                   | Дизайн геймплея, новый IP                          | Номинация | [ 35 ]        |
| 2020 | NAVGTR Awards                   | Игра-боевик (Оригинальная)                         | Номинация | [ 35 ]        |
| 2020 | Pégases Awards                  | Лучшая иностранная игра                            | Номинация | [ 36 ]        |
| 2020 | Game Developers Choice Awards   | Лучшая технология                                  | Номинация | [ 37 ]        |
| 2020 | SXSW Gaming Awards              | Тенденционная игра года                            | Номинация | [ 38 ]        |
| 2020 | SXSW Gaming Awards              | Превосходство в анимации                           | Номинация | [ 38 ]        |
| 2020 | SXSW Gaming Awards              | Превосходство в мультиплеере                       | Номинация | [ 38 ]        |
| 2020 | British Academy Games Awards    | Развивающаяся игра                                 | Номинация | [ 39 ] [ 40 ] |
| 2020 | British Academy Games Awards    | Лучшая многопользовательская игра                  | Победа    | [ 39 ] [ 40 ] |
| 2020 | Famitsu Dengeki Game Awards     | Лучшая онлайн-игра                                 | Номинация | [ 41 ]        |
| 2020 | Famitsu Dengeki Game Awards     | Лучший шутер                                       | Победа    | [ 41 ]        |
| 2020 | Game Audio Network Guild Awards | Лучший аудиомикс                                   | Номинация | [ 42 ]        |
| 2020 | GLAAD Media Awards              | Выдающаяся видеоигра                               | Номинация | [ 43 ]        |
| 2020 | The Game Awards                 | Лучшая поддерживаемая игра                         | Номинация | [ 44 ]        |
| 2020 | The Game Awards                 | Лучшая поддержка сообщества                        | Номинация | [ 44 ]        |
| 2020 | Steam Awards                    | Лучшая игра, которая вам не даётся                 | Победа    | [ 45 ]        |
| 2021 | The Game Awards                 | Лучшая поддерживаемая игра                         | Номинация | [ 46 ] [ 47 ] |
| 2021 | The Game Awards                 | Лучшая поддержка сообщества                        | Номинация | [ 46 ] [ 47 ] |
| 2022 | The Streamer Awards             | Стриминговая игра года                             | Номинация | [ 48 ]        |
| 2023 | The Game Awards                 | Лучшая поддерживаемая игра                         | Номинация | [ 49 ]        |

## Комментарии
1. ↑  Версии для IOS и Android разработаны LightSpeed Studios совместно с Respawn Entertainment.